# Neoveitchia storckii
Neoveitchia storckii är en enhjärtbladig växtart som först beskrevs av Hermann Wendland, och fick sitt nu gällande namn av Odoardo Beccari. Neoveitchia storckii ingår i släktet Neoveitchia och familjen Arecaceae. IUCN kategoriserar arten globalt som starkt hotad. Inga underarter finns listade i Catalogue of Life.